# Secusio quadripunctata
Secusio quadripunctata là một loài bướm đêm thuộc phân họ Arctiinae, họ Erebidae.